# Каунасский центр культур разных народов

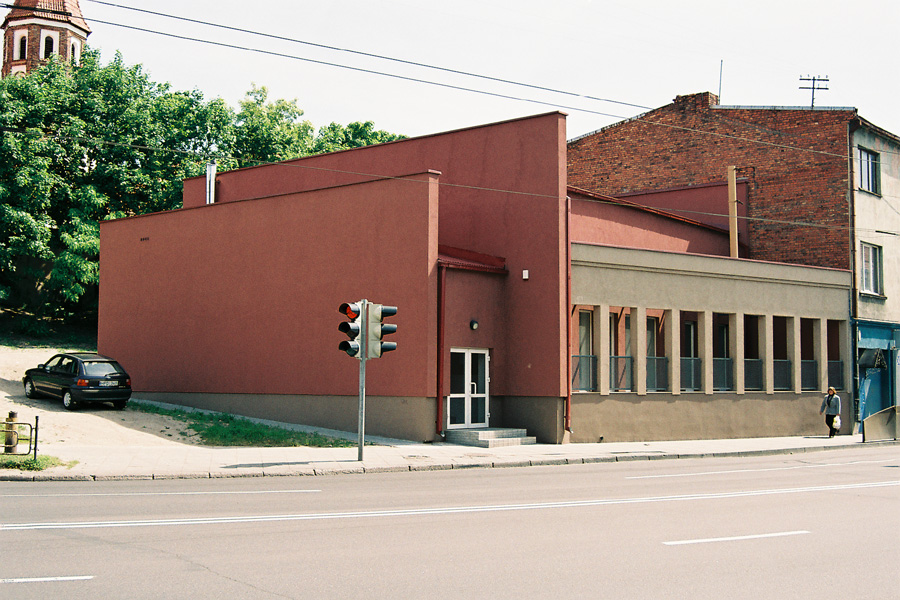
Каунасский центр культур разных народов,
ул. святой Гертруды, 58, Каунас,
LT 44261, LTU

Каунасский центр культур разных народов (лит. Kauno įvairių tautų kultūrų centras) – культурное и просветительское учреждение, находящееся в Каунасе, Литва. Учреждение объявляет своей деятельностью сохранение культурной идентификации национальных меньшинств и их интеграцию в общественную жизнь Литвы. Учреждение стремится укреплять межкультурную и национальную толерантность, формировать гражданское общество.

## История
Учреждение было основано 30 апреля 2004 года Департаментом национальных меньшинств и эмиграции при Правительстве Литовской Республики и Советом Каунасского городского самоуправления. 18 ноября 2004 года состоялось торжественное открытие здания Каунасского центра культур разных народов. После того, как постановлением Правительства Литовской Республики был реорганизован Департамент национальных меньшинств и эмиграции, с 1 января 2010 года права совладельца учреждения были переданы Министерству культуры Литовской Республики. Со дня основания учреждения пост его руководителя занимает Дайнюс Бабилас.

## Деятельность
Ежегодно центром организуется около 70 культурных мероприятий: концерты, художественные выставки, культурные вечера, чтения поэзии, презентации кулинарного наследия и книг. Также организуются курсы и семинары для лидеров общин нацменьшинств, активных членов организаций и молодёжи. Центр приглашает учёных и специалистов на научные конференции, семинары и дискуссии об истории, деятельности, актуальных вопросах и проблемах национальных меньшинств, процессах их интеграции. Администрация центра собирает, систематизирует и распространяет материал о национальных меньшинствах, помогает учёным, студентам и учащимся в проведении исследований, готовит сообщения и статьи для печати, принимает участие в теле- и радиопрограммах.
С 2006 – 2012 г.г. центром организовывался ежегодный Фестиваль народностей Литвы «Культурные мосты» - один из крупнейших культурных мероприятий национальных меньшинств в Литве. В рамках фестиваля выступали лучшие художественные коллективы национальных меньшинств Литвы, проводились презентации ремёсел и детские творческие акции. Фестиваль, традиционно организовавшийся в центре Каунаса под открытым небом, в 2013 году был проведён в Алитусе. В 2008 году и 2013 году центром был организован фестиваль воскресных школ национальных меньшинств Литвы, который ежегодно проводится в разных городах Литвы.
С 2006 г. центром регулярно организуются проекты по фотоискусству, в ходе которые профессиональные фотохудожники в сотрудничестве с общинами нацменьшинств и учащимися школ Литвы создают выставки, демонстрирующие различные культуры. Затем они представляются и экспонируются в культурных центрах, галереях, школах, торговых центрах и других общественных местах страны.
Центр тесно сотрудничает с неправительственными организациями русских, армянских, белорусских, польских, цыганских, татарских, украинских, немецких, еврейских национальных меньшинств. В помещениях центра постоянно проводятся мероприятия, собрания общин национальных меньшинств, репетиции художественных коллективов.
Это единственное в каунасском регионе учреждение, осуществляющее деятельность такого характера. Подобное учреждение находится в Вильнюсе и называется «Дом национальных общин».

## Международное сотрудничество
Центр инициирует и организует международные проекты по программам ЕС: с 2007 г. - «Учение всю жизнь» («Грундтвиг», «Леонардо да Винчи») и «Деятельная молодежь», с 2014 – «Эразмус+». Поддерживаются связи с партнёрами по деятельности в зарубежных государствах: Германии, Великобритании, Норвегии, Исландии и др. Принимается участие в проектах других организаций. Сотрудники администрации центра повышают квалификацию на международных курсах и семинарах, ездят на конференции, стажировки, участвуют в программах по обмену молодёжью и познавательных визитах по программам ЕС.

## Галерея

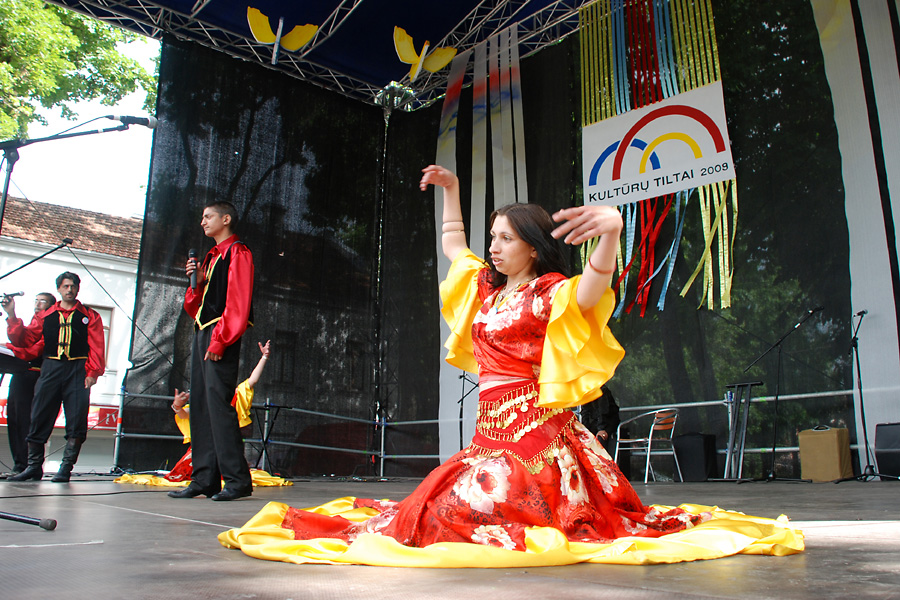
Культурные мосты 2009
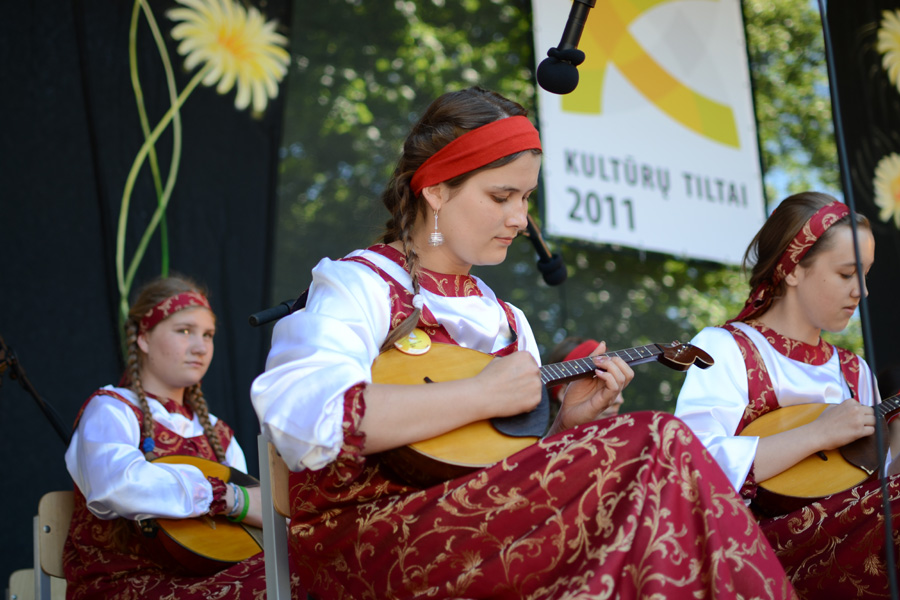
Культурные мосты 2011
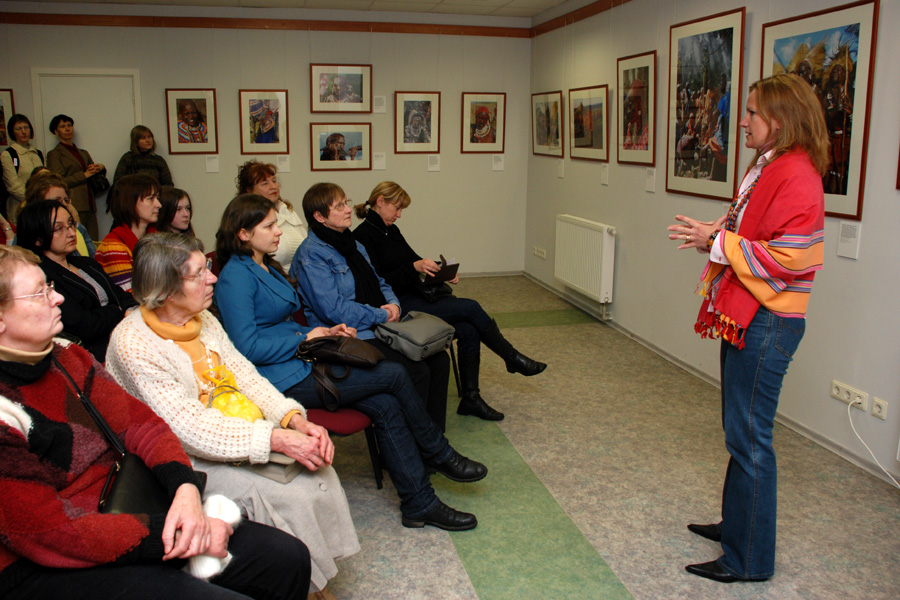
Выставка об Африке
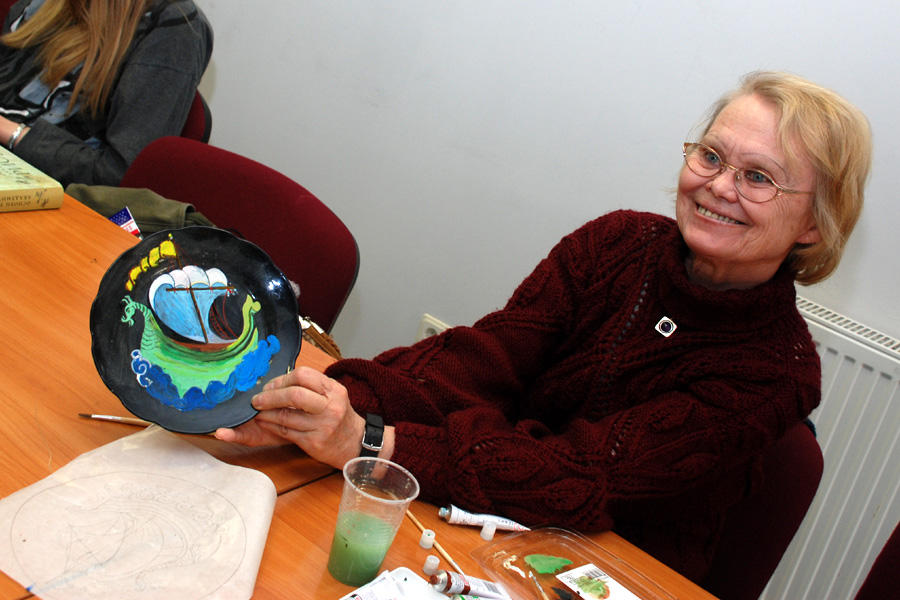
Обучение ремёсел